# Daniel Charpentier
 (mai 2021).
La mise en forme du texte ne suit pas les recommandations de Wikipédia : il faut le « wikifier ».
Les points d'amélioration suivants sont les cas les plus fréquents. Le détail des points à revoir est peut-être précisé sur la page de discussion.
- Les titres sont pré-formatés par le logiciel. Ils ne sont ni en capitales, ni en gras.
- Le texte ne doit pas être écrit en capitales (les noms de famille non plus), ni en gras, ni en italique, ni en « petit »…
- Le gras n'est utilisé que pour surligner le titre de l'article dans l'introduction, une seule fois.
- L'italique est rarement utilisé : mots en langue étrangère, titres d'œuvres, noms de bateaux, etc.
- Les citations ne sont pas en italique mais en corps de texte normal. Elles sont entourées par des guillemets français : « et ».
- Les listes à puces sont à éviter, des paragraphes rédigés étant largement préférés. Les tableaux sont à réserver à la présentation de données structurées (résultats, etc.).
- Les appels de note de bas de page (petits chiffres en exposant, introduits par l'outil «  Source ») sont à placer entre la fin de phrase et le point final[comme ça].
- Les liens internes (vers d'autres articles de Wikipédia) sont à choisir avec parcimonie. Créez des liens vers des articles approfondissant le sujet. Les termes génériques sans rapport avec le sujet sont à éviter, ainsi que les répétitions de liens vers un même terme.
- Les liens externes sont à placer uniquement dans une section « Liens externes », à la fin de l'article. Ces liens sont à choisir avec parcimonie suivant les règles définies. Si un lien sert de source à l'article, son insertion dans le texte est à faire par les notes de bas de page.
- La présentation des références doit suivre les conventions bibliographiques. Il est recommandé d'utiliser les modèles {{Ouvrage}}, {{Chapitre}}, {{Article}}, {{Lien web}} et/ou {{Bibliographie}}. Le mode d'édition visuel peut mettre en forme automatiquement les références.
- Insérer une infobox (cadre d'informations à droite) n'est pas obligatoire pour parachever la mise en page.

Pour une aide détaillée, merci de consulter Aide:Wikification.
Si vous pensez que ces points ont été résolus, vous pouvez retirer ce bandeau et améliorer la mise en forme d'un autre article.
Daniel Charpentier est un scénographe, scénariste et metteur en scène français né le 9 août 1949 à Paris.
Il a créé plusieurs centaines de spectacles et d'évènements participatifs à travers le monde, rassemblant des milliers de participants, professionnel, volontaires, membres d’associations.

## Biographie

### La passion de la danse
Daniel Charpentier est un danseur moderne (de 1968 à 1974), technique de Martha Graham. Chorégraphies de Aline Roux, Catherine Atlani, Martha Graham, Carolyn Carlson, Joseph Russillo, etc. (dernière compagnie : Compagnie Anne Béranger).

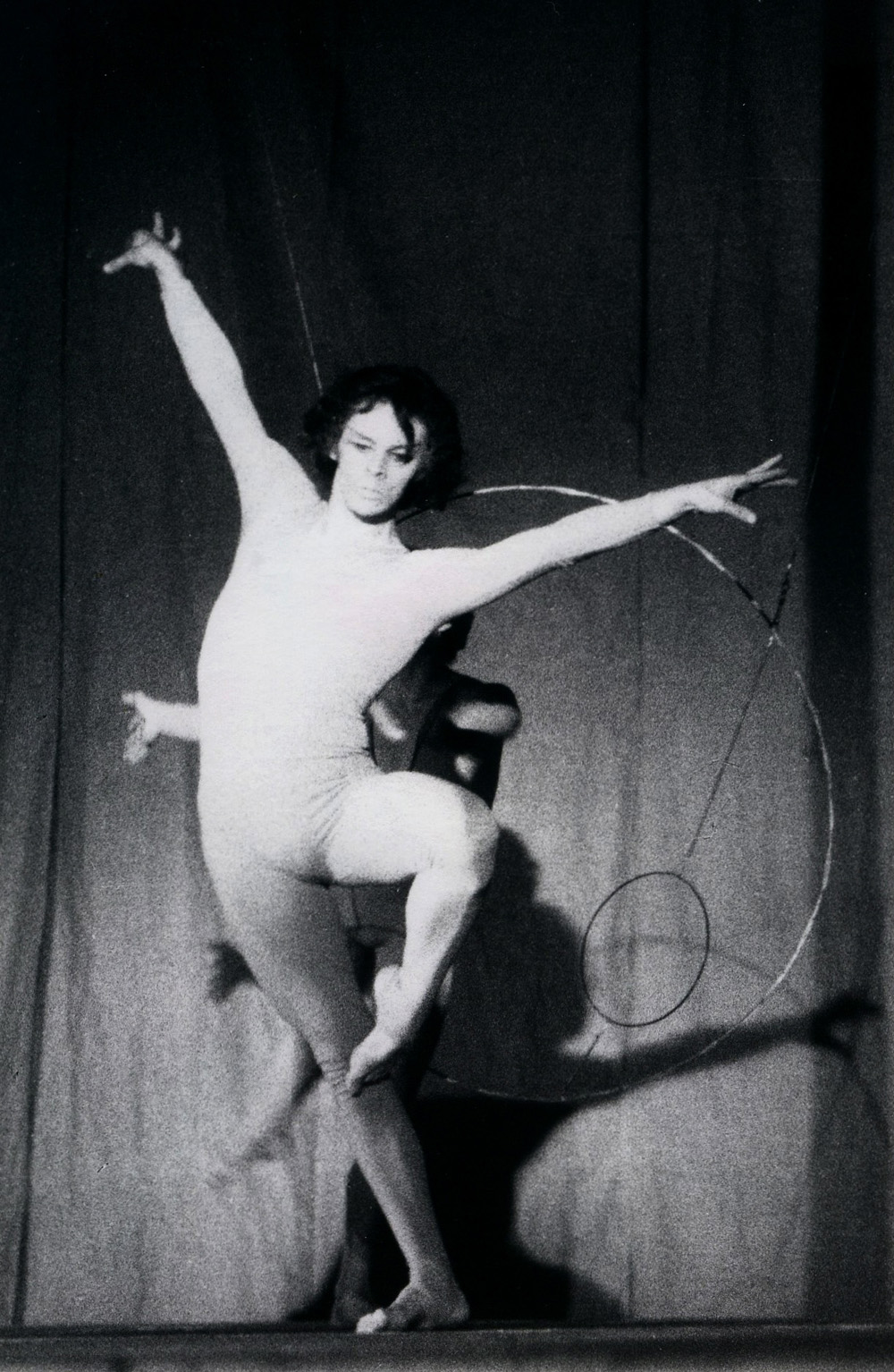
Daniel Charpentier en 1974.

Avec les compagnies « Rythme et Structures » et « la Ballet de la Cité », il participe au concours « Le Ballet pour Demain ». Il fait partie de ce que l’on a appelé « la Génération Bagnolet » pour désigner tous ces jeunes danseurs et chorégraphes qui se sont fait connaître, de 1969 à 1985 grâce à ce concours, haut lieu de découverte et de reconnaissance de la créativité chorégraphique.
En 1973, Daniel Charpentier est nommé chargé de mission au ministère de la Culture. Autour de la danse, de la musique et de la peinture, il anime les musées de France et les patrimoines des villes de Blois, Caen, Chartres, Fontenay-le-Comte, Louviers, Narbonne, Pau, La Roche-sur-Yon, Les Sables d’Olonne, c’est le début d’un parcours d’exception.
Entre 1973 et 1975, Il crée et dirige le Festival de Vendée et le Festival de danse des Baux-de-Provence.
Entre 1972 et 1977, il se consacre à la diffusion de la danse en France : spectacles, expositions, animations, festivals, avec les étoiles de l'opéra de Paris et les compagnies de danse contemporaines.
Il soutient, accueille et produit les nouveaux chorégraphes : Peter Goss, Molly Molloy, Jacques Patarozzi. Il produit le premier spectacle de la compagnie du « Four Solaire » d’Anne-Marie Reynaud et Odile Azagury.
Il organise les premières Assises nationales de la danse dans la ville nouvelle de Saint-Quentin en Yvelines.
Entre 1977 et 1979, au sein du Festival international de la danse de Paris - théâtre des Champs-Élysées, il produit les expositions « Les Photographes de la Danse » avec Serge Lido, Colette Masson, Francette Levieux, Michel Lidvac, Alain Béjart.

### La danse, la lumière et la scénographie en partage
En 1976, il réalise les Fêtes de la mairie de Paris : Fêtes du Pont-Neuf, Feux de la Saint Jean place de l’Hôtel-de-Ville, Musique au Bois de Boulogne, Noël du Voyage dans les gares parisiennes…
Entre 1975 et 1979, Daniel Charpentier est scénographe et concepteur d'éclairages pour différents théâtres et spectacles : théâtre des Bouffes-Parisiens, théâtre de la Gaîté-Montparnasse, Bobino, Le Palace, théâtre Romain Rolland, etc.
En 1979, c'est la mise en scène du Millénaire de la ville de Bruxelles, et la création du Festival européen des arts de la rue.
En 1980, c'est l'Année du patrimoine et la conception de grandes expositions thématiques sur le savoir-faire des Industries françaises dans les domaines du transport, de l'aviation, de l’énergie, des technologies, du cinéma.
Entre 1980 et 1982, à l'occasion du lancement du train à grande vitesse, il crée différents événements dont « TGV Super Star » (lancement du train à grande vitesse), « Symphonie pour un Train » (valorisation du patrimoine ferroviaire et mise en lumière des gares parisiennes), ainsi que la présentation en France de « l'Intégrale Fulgurex » du comte Giansanti Coluzzi).
Entre 1981 et 1984, Il organise et scénographie une série de nouvelles expositions : « Histoire du Cirque » - « Histoire de la Fête et les Forains » - « Hollywood et la Comédie Musicale » - « Sauver ou Périr Histoire des Sapeurs-Pompiers de Paris » - « La Garde Républicaine » - « Les Hommes du Feu » - « La Prévention des Accidents chez les Jeunes Enfants » - « Les Transports dans les Villes de France ». À Paris, au Pavillon des Arts, il met en lumière l’exposition « les plus belles Robes du Cinéma ».
Entre 1982 et 1984, c'est la création et la scénographie de l’exposition spectacle « Le Cinéma Français » puis la création du spectacle « Musique et Cinéma » avec les compositeurs Michel Colombier, Georges Delerue, Francis Lai.
Cette même année, c'est l'exposition et festival « Cinéma, Sciences et Technologies » et l'Exposition-Spectacle : « les Métiers du Cinéma » réalisé à la demande du ministère de la Culture à la grande halle de la Villette.
En 1984, Daniel Charpentier est sélectionné pour le 1er prix de mécénat de l'Admical, en particulier pour ses actions durant l’Année du patrimoine.

### Créer l'évènement
En 1985, c’est la rencontre avec Catherine Lebuhotel et la création de la société « En Scène » qui marque un changement de dimension par une offre de scénographies et de scénarios en réponse à la demande des institutions, des entreprises, des producteurs de festivals et de spectacles, des agences de communication.
Dix années plus tard, en 1995, ils fondent la société « Daniel Charpentier Productions »,. Pendant cette période Daniel Charpentier prend la direction artistique de l’Association « Célébrations ».
Le 3 juillet 1993, à Portsall, c’est l’évènement « la Mémoire d’une Bretagne en Lutte » célébrant le combat de toute la Bretagne contre la contre la pollution maritime de l'Amoco Cadiz et pour la création de la première Loi Internationale de Protection de l’Environnement.
Cette même année, il est sélectionné par l’Agence nationale pour la valorisation de la recherche afin de concevoir la scénographie lumière de la grande halle de la Villette et de réaliser durant les 80 jours d’exploitation « la Parade » quotidienne du Festival de l’industrie et de la technologie (préfiguration de la Cité des sciences et de l'industrie de Paris).
De cette rencontre avec les sciences et les technologies Daniel Charpentier réalisera une suite de shows technologiques. Pour le Salon international ELEC à Paris, pour le Mondial des télécoms à Genève, mais également à New Delhi, Rio Janeiro, Hanoï, Le Caire.
À Paris, ce sera la « Cité des Télécoms » à la Cité des sciences et de l’industrie. À Genève, successivement, « Un Jour normal dans la vie du Monde » puis le show « Cinéma du futur ». À Paris, de nouveau avec la création du show immersif « la Lumière qui soigne ».
Fin 90, Daniel Charpentier a conçu plus de 500 évènements qui ont accueilli plus d'un million de spectateurs et de participants.

## Grands événements
À partir de 2002, la carrière de Daniel Charpentier prend une nouvelle dimension, avec la création, la scénographie et la mise en scène de grands évènements en France et à l’étranger, pour les Jeux olympiques, la Coupe d’Afrique des nations, la Coupe du Golfe des nations de football, les Championnats du monde d'athlétisme, l'UEFA, etc.
En 2002, à Bamako, au Mali, il réalise la cérémonie d’ouverture de la Coupe d’Afrique des nations de football.

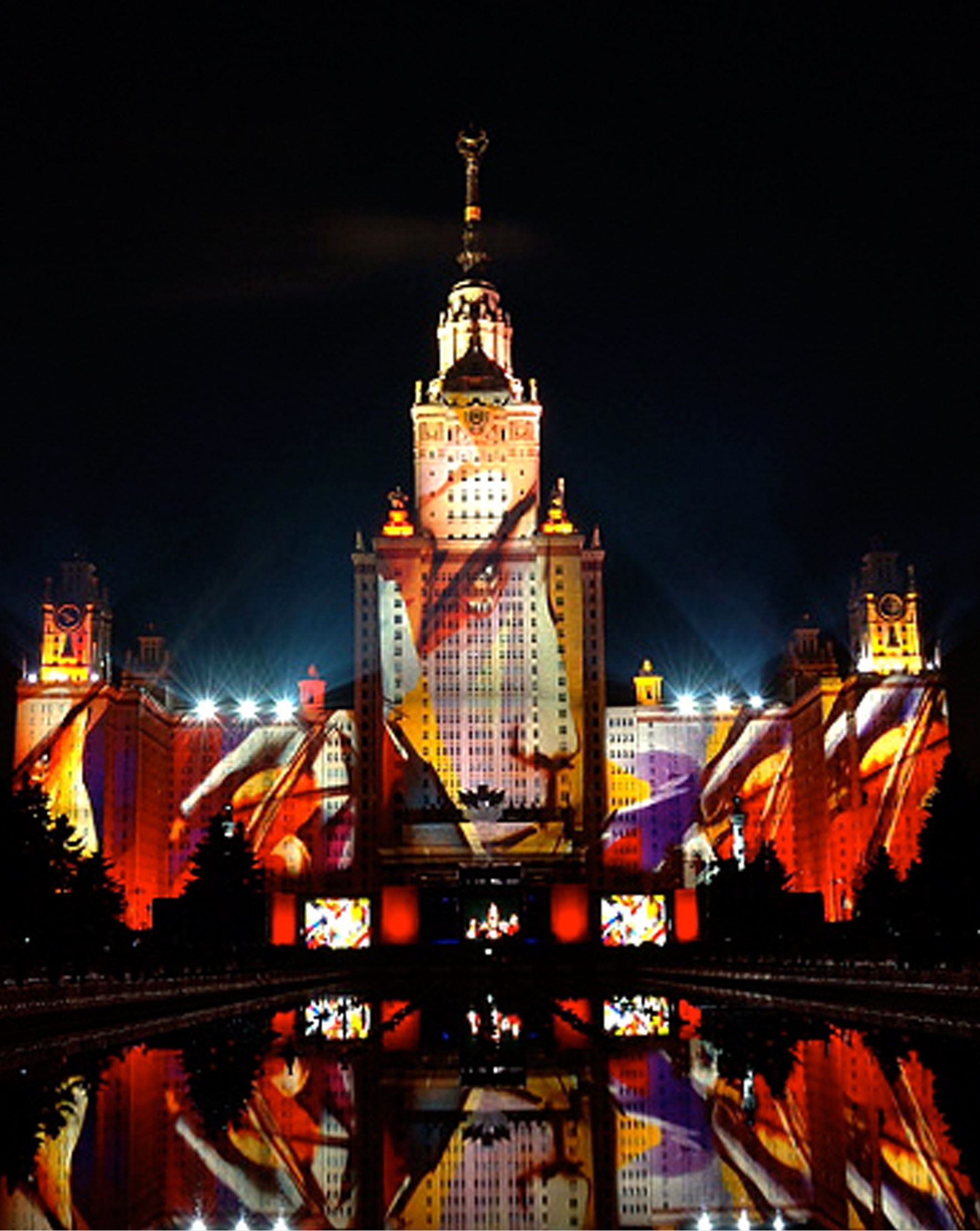
Anniversaires de la ville de Moscou et de l'université Lomonossov, Moscou 2005.

En 2003, à Paris, Daniel Charpentier règle la soirée de clôture, des 9èmes Championnats du monde d’athlétisme.
En 2004, Daniel Charpentier conçoit et met en scène,, la Cérémonie Internationale du 60e anniversaire du débarquement de Normandie et de la Libération de la France en présence de plusieurs dizaines, de Souverains, chefs d’États, chefs de Gouvernements. Cet évènement réunira en France plus de 3,4 millions de téléspectateurs. Il signe la même année la cérémonie d’ouverture de la 17e Coupe du Golfe des nations de football à Doha, au Qatar.
En 2005, c’est l’anniversaire de Moscou devant l’université Lomonossov et 100 000 spectateurs.
À la fin de cette même année 2005, il compose avec 20.000 Lyonnaises et Lyonnais une fresque de lumières sur la place Bellecour, à l’occasion de la Fête des Lumières.
En 2006, à Firminy, en France, il met en lumière et scénographie les parcours de découverte, du plus grand site mondial du célèbre architecte Le Corbusier.
En 2006, il conçoit et réalise pour la mairie de Paris la première cérémonie en « Hommage aux Héros Étrangers de la Libération de Paris » ; c’est le début d’une longue collaboration avec la ville de Paris sur le thème de la Mémoire.
Puis, en janvier 2008, c’est l’ouverture de la Fête de la Jeunesse à Doha au Qatar dans le nouveau site « Aspire Academy ».
En 2009, à Amman, il scénographie la célébration du 10e anniversaire de l’accession au trône du roi Abdallah II de Jordanie.

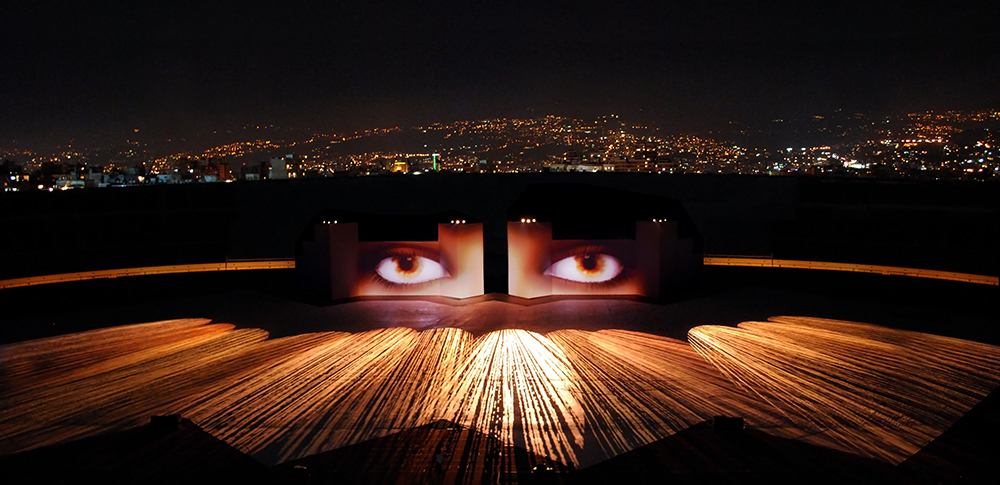
6e Jeux de la Francophonie, Beyrouth 2009.

La même année, il conçoit, scénographie et met en scène à Beyrouth, au Liban, la cérémonie d’ouverture,, des 6èmes Jeux de la Francophonie.
En 2010, c’est la scénographie et la mise en scène du 50e Anniversaire de l’Indépendance de la république du Congo dans le stade Alphonse-Massamba-Débat de Brazzaville.
En 2011, à la demande du festival « Solidays », il conçoit et scénarise « Un Engagement pour la Vie », hommage aux associations d’Afrique et d’Asie qui luttent contre le Sida.
La même année, il conçoit et met en scène le 67e anniversaire de la libération de Paris, l'hommage au peuple de Paris,. 

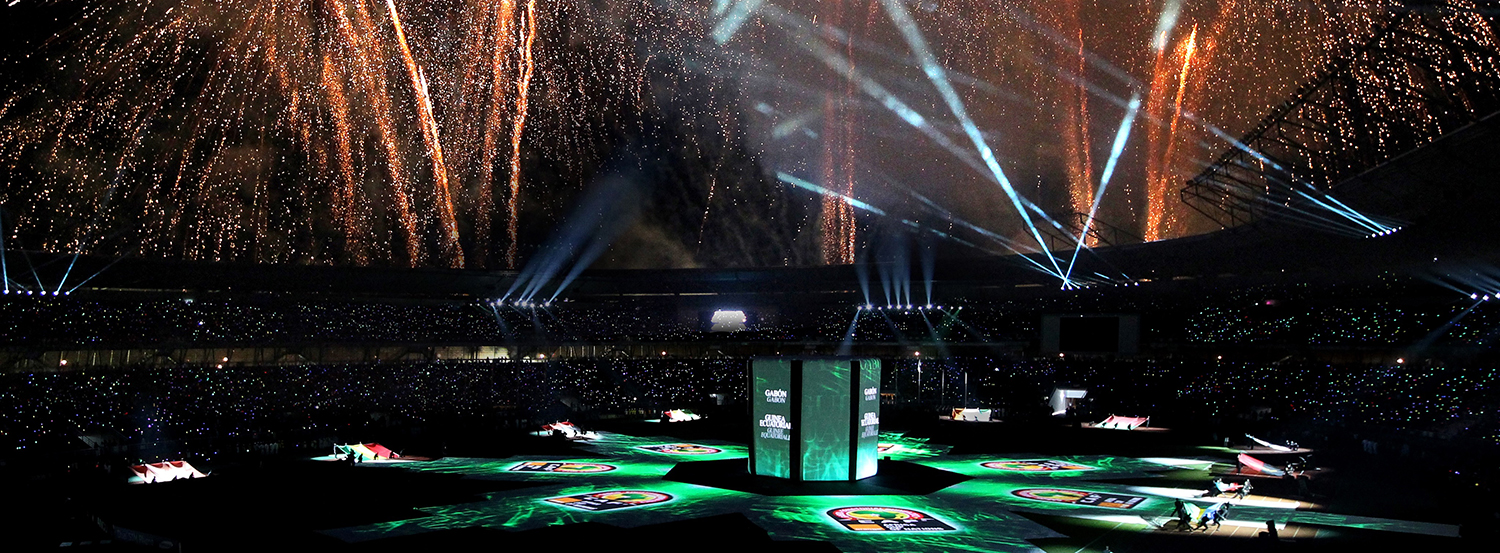
Cérémonie d'ouverture de la Coupe d'Afrique des nations, Bata, Guinée équatoriale 2012.

En janvier 2012, Daniel Charpentier réalise en Guinée équatoriale la scénographie et la mise en scène de la cérémonie d’ouverture de la Coupe d’Afrique des nations.
En août, à hôtel de ville de Paris, il rend hommage aux villes françaises « compagnon de la Libération ».
En octobre 2012, il est appelé à Pékin pour concevoir la scénographie du nouveau spectacle dans le stade olympique « le Nid d’Oiseau ».
En mai 2013, Il raconte l’histoire des terroirs les plus fabuleux du vin de Sauternes, « château d'Yquem » et « château de Fargues ». À Paris, il célèbre le 70e Anniversaire de la création du Conseil national de la Résistance.
En 2014, sur la plage d’Omaha Beach en Normandie, il réalise le Jamboree International de Boy Scouts of America, en ouverture du 70e anniversaire du Débarquement de Normandie, avant de partir au Moyen-Orient comme consultant pour la cérémonie d’ouverture de la Coupe du Golfe des nations de football 2014.
En 2015, en Arabie Saoudite, il scénographie et réalise le spectacle inaugural du site d’Al Bujairi-Addiriyah, classé au patrimoine mondial de l’Unesco.

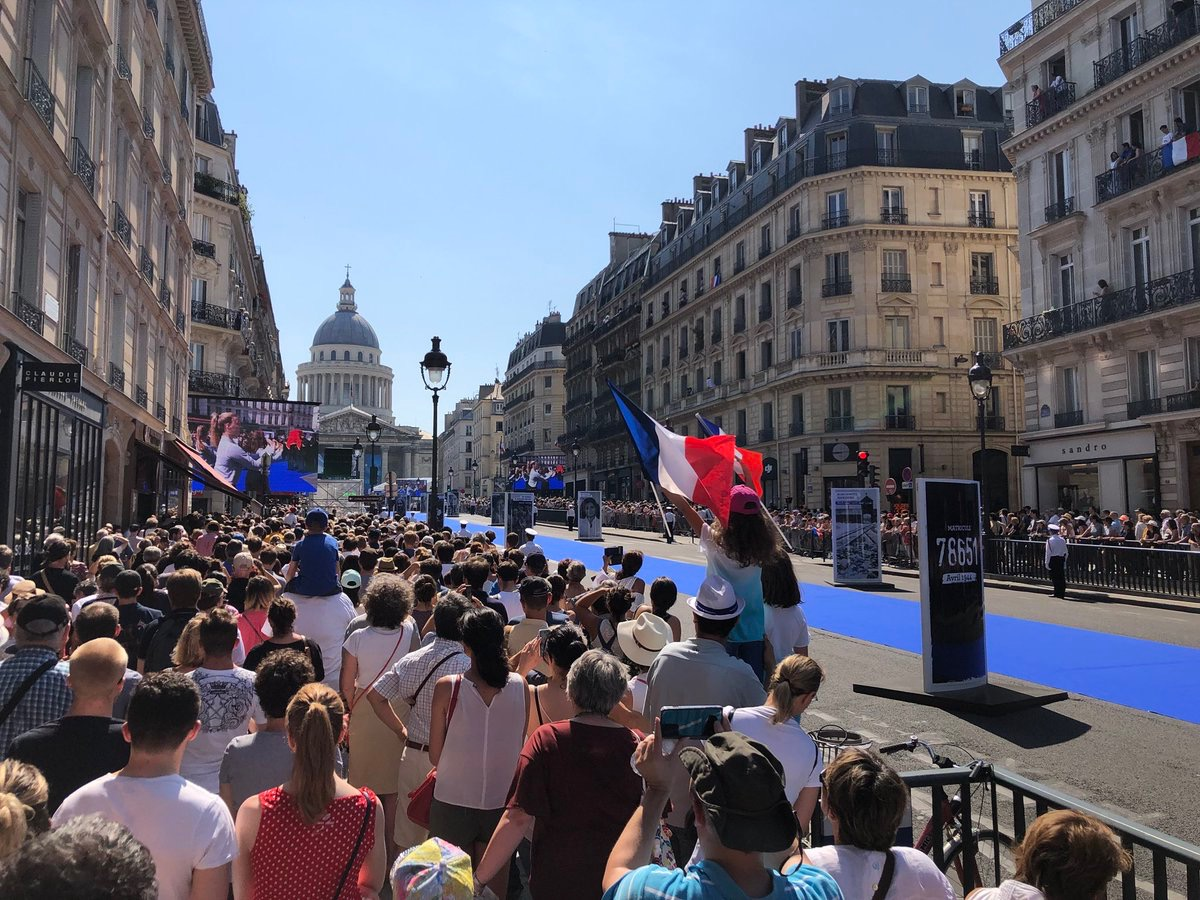
Hommage de la nation à Simone Veil, Paris, 2018

De retour en France en 2016, il scénarise et réalise le projet et le film Les Portes du Temps, stratégie touristique et événementielle autour du nouveau musée du Louvre-Lens.
La même année 2016, il part au Cameroun expertiser les stades de la Coupe d'Afrique des nations féminine de football et conseiller les autorités sportives sur les cérémonies.
En 2017, il scénarise et réalise le spectacle du 5e anniversaire,, du classement au patrimoine mondial de l’Unesco du patrimoine minier des Hauts-de-France.
Le 1er juillet 2018, il conçoit le scénario et la scénographie de l’hommage de la nation à Simone Veil et à l’entrée de ses cendres au Panthéon de Paris[réf. nécessaire].
En 2020, il conçoit et scénographie une adaptation inédite du Lac des Cygnes, intégrant cette œuvre au sein d'un décor d'image dynamique de plus de 550 m2 avec le Saint-Petersburg Ballet Theatre et sa danseuse étoile Irina Kolesnikova. D'abord prévu au stade de France, il se déroulera finalement au stade Jean-Bouin.

### Autres spectacles et Nuits
- “La Fête du Cinéma” - scénographie du spectacle dans « la plus grande salle de cinéma du monde » sur la place et le centre Georges Pompidou.
- La célébration nationale du 900e anniversaire de Guillaume le Conquérant, duc de Normandie, roi d’Angleterre.
- La création du spectacle « La Traversée de Paris », pour Disneyland Paris.
- Sous le nom de « Nuit », Daniel Charpentier a créé une suite de spectacles originaux (en France et à l’étranger) : « La Nuit du Feu » - « La Nuit des Anges » - « La Nuit des Arts » - « La Nuit des Funambules » - « La Nuit de l’Amérique » - « La Nuit du Cirque » - « La Nuit de la Chevalerie » - « Les Nuits du Sport et de l’Audace » - « L'Épopée des Découvreurs » à Séville - « Une Nuit à Paris » - « La Nuit des Trophées » - « La Traversée du Monde ».

## Scénographies et spectacles immersifs, expositions et scénographies de salons
- « Un Jour normal dans la vie du Monde » pour Alcatel - Genève
- « La Cité des Télécoms » Lucent Technologies, Cité des sciences et de l'industrie
- « Le Cinéma du Futur » pour Alcatel au Mondial des télécoms - Genève
- « Un Système de Forces » pour l’Armée de terre
- « Les Réseaux du Futur » Salon International ELEC - Paris
- « La Ville de Citroën » pour le Mondial de l'Automobile - Paris
- « Truck-Generation » Lancement mondial pour MAN - Paris
- « La lumière qui soigne » Fondation EdF-Elec - Paris
- « Un Familistère pour l’Utopie » - Familistère de Guise
- « Communiquer » - Lucent Technologies - Belle Labs - Cité des sciences
- « La Cité des Métiers de Lafarge » - Paris
- « Cornes d’abondance » - scénographie pour le Salon de l’Agriculture - Paris
- « Le Cueilleur et le Généticien » - Ordre des pharmaciens - Cité des sciences
- « L’incroyable Voyage dans le Futur » Lucent-Bell-Labs - Cité des sciences - Paris
- « Tous les Trésors de Russie », scénographie pour le pavillon de la Russie à l'Exposition universelle de Shanghaï

## Scénographies et scénarios d'anniversaires
Daniel Charpentier a mis en scène plusieurs dizaines d’événements et de spectacles, publics ou privés, à l’occasion d’anniversaires d’institutions et de grandes entreprises internationales :
- Millénaire de la ville de Bruxelles
- 900e anniversaire de la mort de Guillaume le Conquérant
- 860e anniversaire de la ville de Moscou
- 400e anniversaire du Pont-Neuf à Paris
- 250e anniversaire de l’université Lomonossov de Moscou[37]
- 200e anniversaire de l’Ordre national des pharmaciens[38],[39]
- 150e anniversaire du Train de France
- 100e anniversaire de Théâtre national de l’opéra de Paris
- 100e anniversaire des pompiers d’Eaubonne et du Val D’Oise
- 60e anniversaire des Glaces Gervais
- 60e anniversaire du D.Day - débarquement de Normandie et de la libération de la France
- 60e anniversaire de la mort du général Leclerc, maréchal de France
- 50e anniversaire de branche de prévoyance familiales du GAN
- 50e anniversaire de Revimex
- 50e anniversaire de Honda
- 40e anniversaire de laboratoire René Furterer
- 40e anniversaire mondial de Carrefour[40],[41]
- 40e anniversaire de aéroports de Paris
- 30e anniversaire de Legrand Belgique
- 20e anniversaire de brigade de sapeurs-pompiers de Paris
- 20e anniversaire de Sony France
- 10e anniversaire de parc des expositions de Paris-Nord Villepinte

## Scénographies de lumière et univers d'images
- Cité historique de Addiriyah patrimoine mondial de l’Unesco - Arabie saoudite
- Les aéroports de Paris - Orly et Charles de Gaulle
- Les berges de la Seine - Paris
- Le centre civique de le Corbusier - Firminy
- La Conciergerie - Paris
- L'église de la Madeleine - Paris
- Le château de Fargues - Fargues
- La gare de l'Est - Paris
- Le grand amphithéâtre de la Sorbonne - Paris
- La grande halle de la Villette - Paris
- L'hôtel de la Marine, place de la Concorde - Paris
- Le musée des Monuments français (Cité de l’architecture) - Paris
- Le parc international des expositions - Paris Nord Villepinte
- Le parc Roger Salengro - Bruay-la-Buissière
- La place et le Parlement de Bretagne - Rennes
- Le port Winston - Arromanches[42]
- Le foyer de l’opéra de Paris – Paris
- Le théâtre et hôtel de ville - Rennes
- Le tribunal de commerce de Paris - Paris
- L'hôtel de la Marine - Paris
- La statue de la Liberté - Paris
- La statue « la Défense de Paris » - La Défense
- Le statuaire du palais de Chaillot - Paris
- L'université d'État de Moscou - Lomonossov
- Les villes de Saint-Brieuc, Issy-les-Moulineaux, Gennevilliers
- Les riches heures des ducs de Bourgogne - château du Clos de Vougeot

## Expertise, conseil et scénographies d'évènements pour des enceintes sportives
- Algérie (stade du 5 juillet à Alger)
- Arabie Saoudite (stade international du Roi-Fahd à Riyad)
- Cameroun (stade Amadou-Ahidjo à Yaoundé, stade omnisports à Limbé)
- Chine (stade national de Pékin)
- Congo (stade Alphonse Massamba-Debat à Brazzaville)
- Côte d’Ivoire (stade Félix-Houphouët-Boigny à Abidjan)
- France (stade de France à Saint-Denis, stade Dalmasso de la Cité internationale, stade Bollaert-Delelis à Lens)
- Guinée Équatoriale (Nuevo Estadio de Malabo, stade Nkoantoma à Bata)
- Jordanie (stade international d’Amman)
- Liban (stade Camille Chamoun à Beyrouth)
- Mali (stade du 26 mars à Bamako)
- Maroc (stade Mohammed V à Casablanca, stade Moulay-Abdallah à Rabat, grand stade de Marrakech)
- Qatar (stade Jassim-bin-Hamad et Khalifa Stadium à Doha)
- Russie stade Krestovski-Gazprom à Saint-Pétersbourg)
- Sénégal (stade Léopold-Sédar-Senghor à Dakar)
- Turquie (stade Hüseyin-Avni-Aker à Trabzon, Kazim Karabekir Stadium à Erzurum).

## Témoin, intervenant et conférencier
Pour le Sénat, la Fondation des villes, l’Association française de l’éclairage, l’Association des scénographes, l’Association internationale des expositions, pour ESCP Business School, pour l’ISCOM École supérieure de communication, pour les Journées techniques du spectacle et de l’évènement, pour le ministère de la Culture, vice-président du Syndicat national des agences d’évènements pendant plusieurs années, organisateur de la première Rencontre nationale sur la sécurité dans les grands évènements, président du jury de Festival « Circle of Light de Moscou ».